# 군장대학교
군장대학교(群長大學校, Kunjang University College)는 전북특별자치도 군산시에 있는 사립 전문대학이다.

## 연혁
1993년 12월 17일, 재단법인 군산광동학원(현 학교법인 광동학원)에 의하여 군장공업전문대학이 설립되었다. 이듬해 3월 9일 개교하였다. 1998년 5월 1일 군장대학으로 교명이 변경되었으며, 2012년 3월 13일, 군장대학교로 교명을 변경하여 현재에 이르고 있다.
한편, 2012년과 2013년에 교육부 등에서 재정지원제한대학에 선정된 바 있다.

## 교육편제
군장대학교는 공학부, 보건사회학부, 간호하부 등 3개의 학부 아래 12개 전공을 설치하고 전문학사 학위 과정을 운영하고 있다.

## 교육 방침상의 특징
군장대학교는 창조적 인간교육과, 창조적 기술교육을 강조한다. 실제로 교양과목에 인간과 창조 수업이 개설되어 있으며 인간과 창조 시간에는 경영학, 실제 사회의 이론 등을 재미로 접목시켜 창조성 중심의 교육을 진행하고 있다. 2018년 기준 군장대학교의 총장을 역임하고 있는 이승우 박사는, 취임사에서, “4년제 등록금을 4년 내는 돈을 2년제 다녀서 2년만 내서 비교적 돈을 오랜 기간 많이 쓰지 않는 전문대가 실질적인 반값등록금이다” 라고 밝혔다. 실제로 전문대학의 취업 장점과 2, 3년이라는 짧은 기간을 통해 21세기 최대 간척 사업 글로벌 중심의 새만금 공단의 인력을 배출하는 것을 목표로 하고 있다는 점도 강조한 바 있다.

## 캠퍼스 풍경
군장대학교는 전북특별자치도 소재 전문대학으로, 군산시 성산면에 캠퍼스가 위치한다. 약 17만m2의 교지가 확보되어 있다. 캠퍼스가 고저차가 큰 지형에 위치해 있어, 언덕 등이 많은 편이며, 캠퍼스 주변에 서해안고속도로 군산 톨게이트가 위치해있다.